# Magnar Estenstad
Magnar Estenstad, né le 27 septembre 1924 à Hølonda et décédé le 13 mai 2004 dana la même localité, est un fondeur norvégien.

## Biographie
Il représente le club Idrettslaget Leik de son village natal Hølonda. Ses premiers résultats notables sont obtenus au Festival de ski de Holmenkollen, où est quatrième du cinquante kilomètres en 1949 et 1950. Aux Championnats du monde 1950, il est notamment septième du cinquante kilomètres.
Son année phare intervient en 1952, où il dispute les Jeux olympiques d'Oslo en Norvège, remportant la médaille de bronze au cinquante kilomètres et l'argent avec le relais. Il gagne aussi le cinquante kilomètres du Festival de ski de Holmenkollen et est donc récompensé par la Médaille Holmenkollen.
Il remporte de multiples titres nationaux : cinquante kilomètres (1948, 1949, 1952, 1953 et 1954), un record qu'il partage avec  
Oddvar Brå, trente kilomètres (1950) et relais (1954). Lors des Championnats de Norvège 1954, il tombe et se brise la jambe sur le trente kilomètres, ce qui précipite la fin de sa carrière sportive.

## Palmarès

### Jeux olympiques
| Épreuve / Édition | Ski de fond | Ski de fond                         | Ski de fond      |
| Épreuve / Édition | 18 km       | 50 km                               | Relais 4 × 10 km |
| 1952 Oslo         | 11e         | Médaille de bronze, Jeux olympiques | Argent           |